# Tituly a vyznamenání Gustava VI. Adolfa

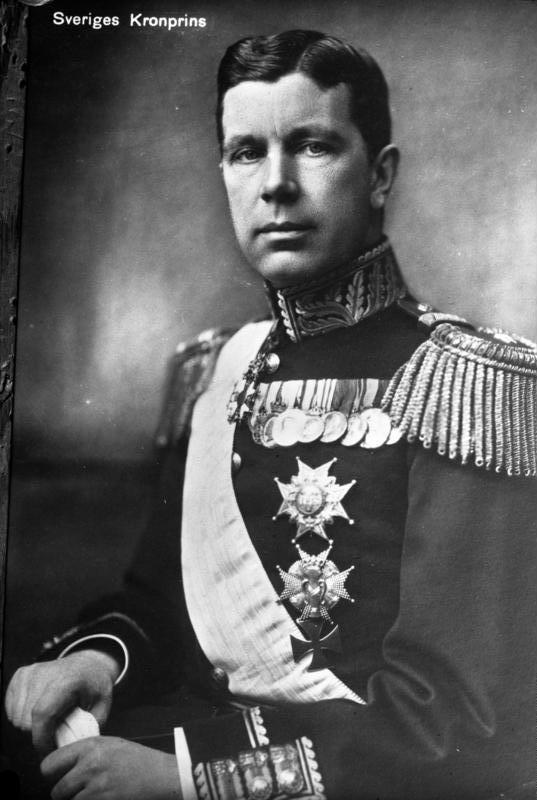
Korunní princ Gustav Adolf v uniformě s řadou vyznamenání

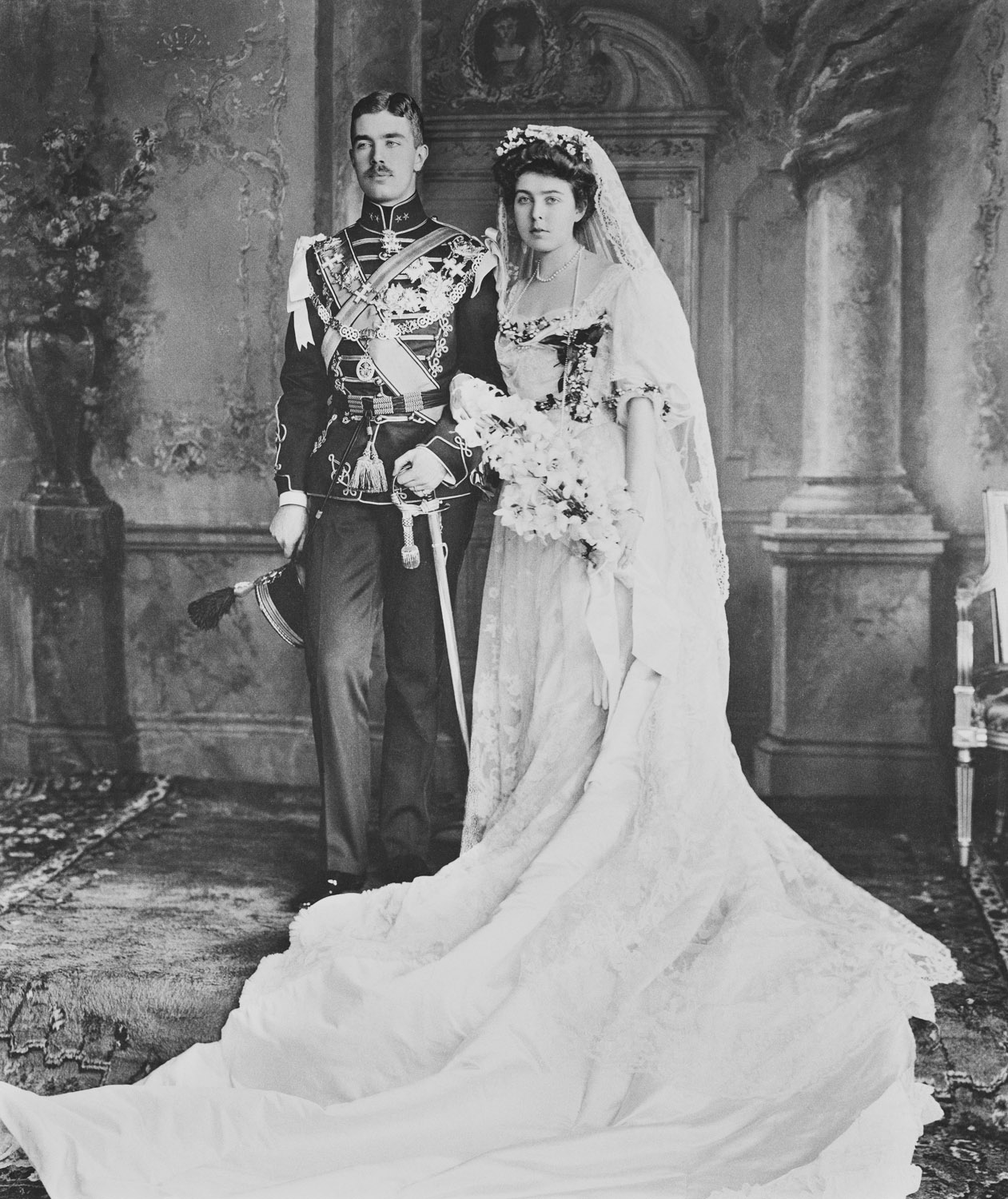
Svatební fotografie korunního prince Gustava Adolfa v uniformě zdobené řadou vyznamenání

Švédský král Gustav VI. Adolf obdržel během svého života řadu švédských i zahraničních titulů a vyznamenání. Během své vlády v letech 1950 až 1973 byl také velmistrem švédských řádů.

## Tituly

Královský monogram Gustava VI. Adolfa

- 11. listopadu 1882 – 7. června 1905: Jeho královská Výsost princ Gustav Adolf Švédský a Norský, vévoda ze Scania
- 7. června 1905 – 8. prosince 1907: Jeho královská Výsost princ Gustav Adolf Švédský, vévoda ze Scania
- 8. prosince 1907 – 29. října 1950: Jeho královská Výsost korunní princ švédský, vévoda ze Scania
- 29. října 1950 – 15. září 1973: Jeho Veličenstvo švédský král

V oficiálních dokumentech během jeho vlády zněl jeho titul: Gustav Adolf, z milosti Boží, král Švédů, Gothů a Wendů (švédsky: Gustaf Adolf, med Guds nåde, Sveriges, Götes och Vendes Konung)

Erb Gustava VI. Adolfa jakožto rytíře Řádu zlatého rouna

## Čestné vojenské hodnosti
- Air Chief Marshal Royal Air Force – 15. září 1959[1]
- admirál Královského námořnictva – 1951

## Vyznamenání

Erb Gustava VI. Adolfa

### Švédská vyznamenání
Během své vlády od 29. října 1950 do 15. září 1973 byl velmistrem švédských řádů:
- Řád Serafínů
- Řád meče
- Řád polární hvězdy
- Řád Vasův
- Řád Karla XIII.

#### Osobní vyznamenání
- rytíř s řetězem Řádu Serafínů – 11. listopadu 1882, od narození
- komtur velkokříže Řádu meče – 11. listopadu 1882, od narození
- komtur velkokříže Řádu polární hvězdy – 11. listopadu 1882, od narození
- komtur velkokříže Řádu Vasova – 1. června 1912
- komtur velkokříže Řádu Karla XIII. – 11. listopadu 1882, od narození
- Pamětní jubilejní medaile krále Oskara II. – 18. září 1897
- Medaile výročí stříbrné svatby korunního prince Gustava a korunní princezny Viktorie – 20. září 1906
- Medaile výročí zlaté svatby krále Oskara II. a královny Sofie – 6. června 1907
- Pamětní jubilejní medaile krále Gustava V. – 16. června 1928
- Pamětní jubilejní medaile krále Gustava  V. – 16. června 1948

## Zahraniční vyznamenání
Zahraniční vyznamenání, která obdržel Gustav VI. Adolf:
- Bádenské velkovévodství
  -  velkokříž Domácího řádu věrnosti
- Belgie
  -  velkostuha Řádu Leopolda
- Brazílie
  -  velkokříž Řádu Jižního kříže
- Dánsko
  -  rytíř Řádu slona – 1903
  -  velkokomtur Řádu Dannebrog – 24. března 1952
- Egyptské království
  -  řetěz Řádu Muhammada Alího
- Etiopské císařství
  -  velkokříž Řádu Šalomounovy pečeti
- Finsko
  -  velkokříž s řetězem Řádu bílé růže – 1925[5]
- Francie
  -  velkokříž Řádu čestné legie
- Guatemala
  -  velkokříž s řetězem Řádu Quetzala
- Chile
  -  velkokříž s řetězem Řádu za zásluhy
- Irácké království
  -  Řád dvou řek
- Írán
  -  řetěz Řádu Pahlaví
- Island
  -  velkokříž s řetězem Řádu islandského sokola
- Itálie
  -  velkokříž s řetězem Řádu zásluh o Italskou republiku – 14. června 1966[6]
- Italské království
  -  rytíř Řádu zvěstování – 1905
  -  rytíř velkokříže Řádu svatých Mořice a Lazara – 1905
  -  rytíř velkokříže Řádu italské koruny – 1905
- Japonsko
  -  velkokříž s řetězem Řádu chryzantémy
- Libérie
  -  velkostuha Řádu liberijských průkopníků
- Mexiko
  -  řádový řetěz Řádu aztéckého orla
- Německo
  -  velkokříž speciální třídy Záslužného řádu Spolkové republiky Německo
- Nizozemsko
  -  velkokříž Řádu nizozemského lva
- Norsko
  -  komtur Řádu svatého Olafa
  -  rytíř velkokříže Řádu norského lva
- Osmanská říše
  -  Řád Osmanie I. třídy
- Oldenburské velkovévodství
  -  Domácí a záslužný řád vévody Petra Fridricha Ludvíka
- Peru
  -  velkokříž s diamanty Řádu peruánského slunce
- Portugalsko
  -  velkokříž Řádu věže a meče
- Pruské království
  -  rytíř Řádu černé orlice
  -  velkokříž Řádu červené orlice
- Rakousko
  -  velkohvězda Čestného odznaku Za zásluhy o Rakouskou republiku – 1960[7]
- Rakousko-Uhersko
  -  velkokříž Královského uherského řádu svatého Štěpána
- Rumunsko
  -  velkokříž Řádu Karla I.
- Ruské impérium
  -  rytíř Řádu svatého Ondřeje
  -  rytíř Řádu svatého Alexandra Něvského
  -  rytíř velkokříže Řádu svatého Stanislava
  -  rytíř I. třídy Řádu svaté Anny
  -  rytíř Řádu bílého orla
- Řecko
  -  velkokříž Řádu Spasitele
  -  velkokříž s řetězem Řádu svatých Jiřího a Konstantina
- Saské království
  -  rytíř velkokříže Řádu routové koruny
- Sasko-výmarsko-eisenašské vévodství
  -  velkokříž Vévodského sasko-ernestinského domácího řádu
- Spojené království
  -  cizí rytíř Podvazkového řádu – 1954
  -  čestný rytíř velkokříže Řádu lázně – 1905 – při příležitosti jeho první svatby[8]
  -  čestný rytíř velkokříže Královského řádu Viktoriina – 1905 – při příležitosti jeho první svatby[9]
  -  Královský Viktoriin řetěz
  -  Korunovační medaile Jiřího V. – 30. června 1911
- Španělsko
  -  1126. rytíř Řádu zlatého rouna – 31. ledna 1910 – udělil král Alfons XIII.[10]
- Thajsko
  -  rytíř Řádu Mahá Čakrí – 25. října 1911[11]

## Akademické tituly

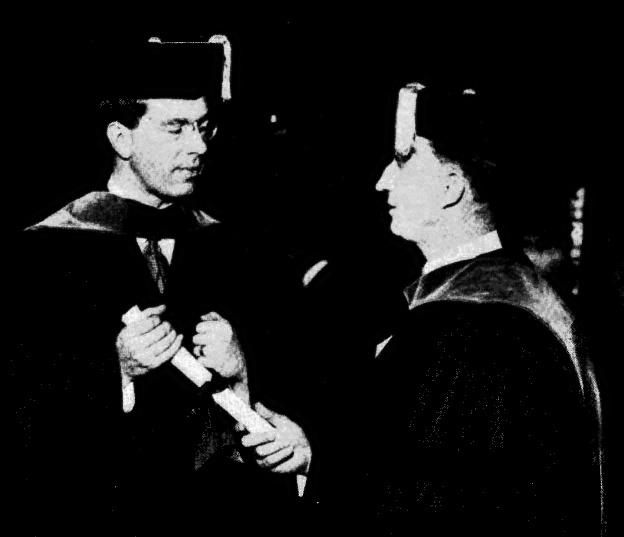
Korunní princ Gustav Adolf v roce 1926 přebírá z rukou profesora Maxe Masona diplom čestného doktorátu Chicagské univerzity

### Doctor honoris causa
- Lundská univerzita – 1918
- Yaleova univerzita – 1926
- Princetonská univerzita – 1926
- Clark University – 1926
- Chicagská univerzita – 1926
- Univerzita v Cambridgi – 1929
- Tartuská univerzita – 1932